# Каллісто Гвателлі
Каллісто Ґвателлі (італ. Callisto Guatelli; 26 вересня 1819, Парма — 1899, Стамбул) — італійський композитор і диригент, який все життя працював у Туреччині.

## Біографія
З 1846 року керував хором місцевого театру. У 1856 році, після смерті Джузеппе Доніцетті, очолив Президентський симфонічний оркестр і керував ним упродовж двох років, після чого його змінив Пізані, однак через десять років він знову очолив оркестр. Був викладачем музики в цілого покоління відомих турецький діячів мистецтв.
Написав церемоніальний марш для султана Абдул-Азіза, випустив два збірника фортепіанних перекладень традиційної турецької музики — в тому числі мугама імператора Селіма III «Şarki», а також збірник з 24 турецьких пісень «24 Arie Nazionali e Canti Popolari Orientali, Antichi e Moderni».
Серед студентів, яких він виховував у палацовій групі, — Мехмет Алі Бей, кларнетист Заті Бей, композитор оперети "Рожева дівчина", Флутку Гайдар Бей, Сафет Бей.
Каллісто Гвателлі помер у Стамбулі в 1899 році.